# Redfoo
Stefan Kendal Gordy, mer känd som Redfoo, född 3 september 1975 i Los Angeles, Kalifornien, är en amerikansk rappare, sångare, låtskrivare, dansare, musikproducent och DJ. Han är mest känd för att vara medlem i hip hop-gruppen LMFAO tillsammans med sin brorson Sky Blu.
Redfoo föddes i Los Angeles, Kalifornien. Han är son till Berry Gordy, Jr., grundare av Motowns skivbolag, och Nancy Leiviska. Hans morfar är finsk. Redfoo gick i gymnasiet tillsammans med will.i.am och GoonRock.

## Diskografi
Studioalbum (solo)
- 1997 – Balance Beam
- 2016 – Party Rock Mansion

Singlar
- 1997 – "Life Is a Game of Chess" (med Dre Kroon)[4]
- 1997 – "The Freshest" (med Dre Kroon)[5] (US Rap #50)
- 2012 – "Bring Out the Bottles"
- 2013 – "I'll Award You with My Body"
- 2013 – "Let's Get Ridiculous" (US Dance #48)
- 2014 – "New Thang" (US Dance #47)
- 2015 – "Juicy Wiggle" (US Dance #29)
- 2016 – "Party Train"
- 2017 – "Brand New Day"
- 2017 – "Sock It to Ya"
- 2018 – "Everything I Need" (med VINAI)

## Filmografi
- 2006 – Very Heavy Love [6]
- 2006 – Potheads: The Movie [7]
- 2013 – Last Vegas [8]
- 2015 – Alvin and the Chipmunks: The Road Chip [9]